# تعجب (آلبوم شان مندز)
تعجب (به انگلیسی: Wonder) چهارمین آلبوم استودیویی از خواننده و ترانه‌نویس کانادایی شان مندز است. این آلبوم در ۴ دسامبر ۲۰۲۰ از طریق آیلند رکوردز منتشر شده است.

## پیش زمینه و تبلیغات
در اوت سال ۲۰۲۰، شان مندز کلمه «تعجب» را بر روی بازوی راست خود خالکوبی کرد، که بعداً مشخص شد عنوان آلبوم استودیویی آینده و تک آهنگ اصلی آن است. در تاریخ ۳۰ سپتامبر سال ۲۰۲۰، خواننده به رسانه‌های اجتماعی خود رفت و با عنوان «چه چیزی # عجیب است» این پروژه را تحریک کرد. ساعاتی بعد، وی عنوان و تاریخ انتشار هر دو آلبوم اصلی و آلبوم را اعلام کرد و همچنین اینترلود "Intro"، اولین قطعه آلبوم را منتشر کرد. پیش سفارش آلبوم در تاریخ ۳۰ سپتامبر از طریق سرویس‌های پخش جریانی منتشر شد.
مندز در بیانیه ای دربارهٔ تعجب گفت: «واقعاً احساس می‌شود قطعه ای از من روی کاغذ نوشته شده و به صورت آهنگ ضبط شده‌است. من سعی کردم مثل همیشه واقعی و صادق باشم. این یک دنیا و یک سفر و یک رؤیا و یک آلبوم است که مدتهاست می‌خواهم آن را بسازم. من کاملاً آن را دوست دارم. ممنونم که این همه سال کنارم بودید. من همه شما را خیلی دوست دارم.»

### تک‌آهنگ‌ها
«تعجب» به‌عنوان تک‌آهنگ اصلی از آلبوم تعجب در ۲ اکتبر ۲۰۲۰ منتشر شد. تیزرهای ترانه و موزیک ویدئوهای همراه آن در کنار اعلامیه منتشر شد.

## تاریخچه انتشار
| منطقه         | تاریخ         | قالب بندی                | برچسب         | منا.   |
| ------------- | ------------- | ------------------------ | ------------- | ------ |
| مختلف         | ۴ دسامبر ۲۰۲۰ | دانلود دیجیتال استریمینگ | آیلند رکوردز  |        |
| در سراسر جهان | ۴ دسامبر ۲۰۲۰ | کاست سی‌دی ال‌پی           | ئی‌ام‌آی رکوردز | [ ۱۰ ] |